# Tournoi de clôture du championnat de Colombie de football 2002
Navigation
Tournoi précédent Tournoi suivant
Le tournoi de clôture de la saison 2002 du Championnat de Colombie de football est le deuxième tournoi de la cinquante-cinquième édition du championnat de première division professionnelle en Colombie. 
Les dix-huit meilleures équipes du pays disputent le championnat semestriel qui se déroule en deux phases :
- lors de la phase régulière, les équipes s'affrontent une fois plus cinq rencontres face à des formations du même secteur géographique.
- les huit premiers du classement disputent la phase finale (deux poules de quatre équipes), dont les deux vainqueurs se rencontrent lors de la finale nationale pour le titre.

La relégation est décidée en faisant la moyenne des points obtenus lors des trois dernières saisons (à savoir 2000, 2001 et 2002). Le dernier de ce classement cumulé est relégué et remplacé par le champion de Copa Aguila, la deuxième division colombienne.
C'est le club de l'Independiente Medellin qui remporte le tournoi, après avoir battu en finale le Deportivo Pasto. C'est le troisième titre de champion de l'histoire du club, le premier depuis 1957.

## Qualifications continentales
Le vainqueur du tournoi Clôture se qualifie pour la phase de groupes de la prochaine édition de la Copa Libertadores. Un classement cumulé des tournois Ouverture et Clôture offre une autre place à la meilleure équipe non encore qualifiée (la troisième place est détenue par le vainqueur du tournoi Ouverture) et deux places aux deux équipes suivantes.

## Les clubs participants
| - Independiente Santa Fe - CD Los Millonarios - Deportivo Tuluá - Deportes Tolima - Once Caldas - Independiente Medellin - Real Cartagena - Deportivo Pasto - Deportes Quindio | - Atlético Nacional - Atlético Huila - América de Cali - Atlético Bucaramanga - Deportivo Pereira - Unión Magdalena - Deportivo Cali - Atlético Junior - Envigado FC |

## Compétition
Le barème utilisé pour établir l'ensemble des classements est le suivant :
- Victoire : 3 points
- Match nul : 1 point
- Défaite : 0 point

### Phase régulière
| Rang | Équipe                 | Pts | J  | G  | N  | P  | Bp | Bc | Diff |
| ---- | ---------------------- | --- | -- | -- | -- | -- | -- | -- | ---- |
| 1    | Deportivo Cali         | 47  | 22 | 14 | 5  | 3  | 38 | 15 | +23  |
| 2    | Deportivo Pasto        | 36  | 22 | 11 | 3  | 8  | 32 | 33 | -1   |
| 3    | Independiente Medellín | 35  | 22 | 9  | 8  | 5  | 25 | 16 | +9   |
| 4    | América de Cali T      | 34  | 22 | 10 | 4  | 8  | 26 | 24 | +2   |
| 5    | Atlético Bucaramanga   | 33  | 22 | 9  | 6  | 7  | 34 | 29 | +5   |
| 6    | Unión Magdalena        | 33  | 22 | 9  | 6  | 7  | 25 | 26 | -1   |
| 7    | Deportes Tolima        | 33  | 22 | 8  | 9  | 5  | 30 | 26 | +4   |
| 8    | Atlético Nacional      | 32  | 22 | 8  | 8  | 6  | 28 | 21 | +7   |
| 9    | Independiente Santa Fe | 32  | 22 | 8  | 8  | 6  | 35 | 30 | +5   |
| 10   | Once Caldas            | 32  | 22 | 7  | 11 | 4  | 23 | 17 | +6   |
| 11   | Deportes Quindío       | 28  | 22 | 8  | 4  | 10 | 18 | 23 | -5   |
| 12   | Deportivo Tuluá        | 28  | 22 | 8  | 4  | 10 | 21 | 27 | -6   |
| 13   | Deportivo Pereira      | 26  | 22 | 7  | 5  | 10 | 27 | 34 | -7   |
| 14   | Real Cartagena         | 25  | 22 | 7  | 4  | 11 | 20 | 30 | -10  |
| 15   | Atlético Huila         | 25  | 22 | 6  | 7  | 9  | 21 | 29 | -8   |
| 16   | CD Los Millonarios     | 23  | 22 | 6  | 5  | 11 | 25 | 31 | -6   |
| 17   | Atlético Junior        | 21  | 22 | 4  | 9  | 9  | 27 | 33 | -6   |
| 18   | Envigado FC            | 15  | 22 | 3  | 6  | 13 | 16 | 27 | -11  |

|  | Qualification pour la phase finale |

### Phase finale

#### Demi-finales
| Rang | Équipe                 | Pts | J | G | N | P | Bp | Bc | Diff |
| ---- | ---------------------- | --- | - | - | - | - | -- | -- | ---- |
| 1    | Independiente Medellin | 11  | 6 | 3 | 2 | 1 | 7  | 4  | +3   |
| 2    | Deportivo Cali         | 10  | 6 | 3 | 1 | 2 | 8  | 5  | +3   |
| 3    | Atlético Bucaramanga   | 7   | 6 | 2 | 1 | 3 | 5  | 8  | -3   |
| 4    | Deportes Tolima        | 5   | 6 | 1 | 2 | 3 | 4  | 8  | -4   |

| Rang | Équipe            | Pts | J | G | N | P | Bp | Bc | Diff |
| ---- | ----------------- | --- | - | - | - | - | -- | -- | ---- |
| 1    | Deportivo Pasto   | 11  | 6 | 3 | 2 | 1 | 7  | 5  | +2   |
| 2    | América de CaliT  | 10  | 6 | 3 | 1 | 2 | 8  | 6  | +2   |
| 3    | Unión Magdalena   | 7   | 6 | 2 | 1 | 3 | 6  | 8  | -2   |
| 4    | Atlético Nacional | 5   | 6 | 1 | 2 | 3 | 4  | 6  | -2   |

#### Finale
| Équipe 1               | Résultat | Équipe 2        | Aller | Retour |
| ---------------------- | -------- | --------------- | ----- | ------ |
| Independiente Medellin | 3 - 1    | Deportivo Pasto | 2 - 0 | 1 - 1  |

### Classement cumulé 2002
| Rang | Équipe                    | Pts | J  | G  | N  | P  | Bp  | Bc | Diff |
| ---- | ------------------------- | --- | -- | -- | -- | -- | --- | -- | ---- |
| 1    | Deportivo Cali            | 104 | 56 | 30 | 14 | 12 | 101 | 57 | +44  |
| 2    | América de CaliOuv        | 95  | 58 | 27 | 14 | 17 | 63  | 58 | +5   |
| 3    | Atlético Nacional         | 91  | 56 | 24 | 19 | 15 | 68  | 49 | +19  |
| 4    | Deportivo Pasto           | 83  | 58 | 23 | 14 | 21 | 73  | 81 | -8   |
| 5    | Unión Magdalena           | 82  | 56 | 23 | 13 | 20 | 70  | 70 | 0    |
| 6    | Independiente Santa Fe    | 81  | 50 | 21 | 18 | 11 | 70  | 48 | +22  |
| 7    | Atlético Bucaramanga      | 75  | 56 | 20 | 15 | 21 | 67  | 69 | -2   |
| 8    | Independiente MedellínClo | 71  | 52 | 17 | 20 | 15 | 61  | 53 | +8   |
| 9    | Once Caldas               | 64  | 44 | 16 | 16 | 12 | 59  | 46 | +13  |
| 10   | Envigado FC               | 59  | 50 | 15 | 14 | 21 | 43  | 49 | -6   |
| 11   | Deportivo Pereira         | 58  | 44 | 15 | 13 | 16 | 47  | 50 | -3   |
| 12   | Deportes Quindío          | 58  | 44 | 15 | 13 | 16 | 42  | 53 | -11  |
| 13   | Deportes Tolima           | 56  | 50 | 12 | 20 | 18 | 53  | 64 | -11  |
| 14   | Deportivo Tuluá           | 49  | 44 | 13 | 10 | 21 | 37  | 52 | -15  |
| 15   | Atlético Junior           | 47  | 44 | 11 | 14 | 19 | 46  | 58 | -12  |
| 16   | Atlético Huila            | 47  | 44 | 11 | 14 | 19 | 42  | 61 | -19  |
| 17   | CD Los Millonarios        | 46  | 44 | 11 | 13 | 20 | 42  | 52 | -10  |
| 18   | Real Cartagena            | 45  | 44 | 11 | 12 | 21 | 37  | 55 | -18  |

|  | Qualification pour la Copa Libertadores 2003 (vainqueur d'un tournoi) |
|  | Qualification pour la Copa Libertadores 2003                          |
|  | Qualification pour la Copa Sudamericana 2003                          |
|  | Relégation directe en Copa Aguilar                                    |

- Le Real Cartagena est relégué car il possède la moins bonne moyenne de points sur les trois dernières saisons.

## Bilan de la saison
| Championnat de Colombie de football 2002 |                                   |
| Champion                                 | Independiente Medellin (3e titre) |
| Qualifications continentales             |                                   |
| Copa Libertadores 2003                   | Independiente Medellin            |
| Copa Sudamericana 2003                   | Deportivo Pasto                   |
| Copa Sudamericana 2003                   | Atlético Nacional                 |
| Promotions et relégations                |                                   |
| Promus en Copa Mustang                   | Centauros Villavicencio           |
| Relégués en Copa Aguila                  | Real Cartagena                    |